# مقطع‌نگاری رایانه‌ای با پرتو الکترون
مقطع‌نگاری رایانه‌ای با پرتو الکترون یا سی تی پرتو الکترونی (به انگلیسی: electron beam computed tomography) یا EBCT نوعی مقطع‌نگاری رایانه‌ای است.
این سیستم‌ها در دهه ۱۹۷۰ در دانشگاه کالیفرنیا، سان‌فرانسیسکو توسط تیمی به رهبری D. Boyd اختراع گردید.
سیستمهای EBCT از نسل پنجم طرحهای تکامل مقطع‌نگاری رایانه‌ای هستند.
نمره اگتستون را اغلب با همین نوع سیستمها می‌سنجند.
ویژگی برتر این سیستمها قابلیت دریافت داده در فواصل زمانی بسیار کوتاه (حدود ۵۰ میلی ثانیه) است. لیکن این سیستمها نسبتاً پیچیده بوده، و فقط برای تصویربرداری قلبی استفاده می‌شده‌اند، و از ۲۰۰۳ به این سو (در آمریکا)، توسط سیستمهای MDCT جایگزین گردیده‌اند.